# Lorostemon stipitatus
Lorostemon stipitatus är en tvåhjärtbladig växtart som beskrevs av Bassett Maguire. Lorostemon stipitatus ingår i släktet Lorostemon och familjen Clusiaceae. Inga underarter finns listade i Catalogue of Life.